# Lang-Bräu (Fichtelgebirge)
Lang-Bräu (Lang-Bräu OHG) ist eine Brauerei, die sich seit 1853 in Familienbesitz befindet. Sie liegt in Wunsiedel-Schönbrunn im Fichtelgebirge.
Lang-Bräu stellt 13 Sorten Bier her und erreicht damit einen Ausstoß von ca. 20.000 hl. Dazu kommen noch ca. 15.000 hl mit 21 Limonaden. Etwa 25 Gaststätten schenken Schönbrunner Fichtelgebirgsbier von Lang-Bräu aus.
Ende Mai 2025 stellt das Unternehmen den Betrieb ein.

## Biersortiment
Die Lang-Bräu stellt folgende Biersorten her:
- Hell: Helles, alc. 4,5 % Vol.
- Pils: Pils, alc. 5,0 % Vol.
- Weißbier: Hefeweizen, alc. 5,2 % Vol.
- Dunkles Weissbier: Dunkles Hefeweizen, alc. 5,2 % Vol.
- Burggraf Dunkel: Dunkles Bier, alc. 5,5 % Vol.
- Märzen Spezial: Märzenbier, alc. 5,5 % Vol.
- Lager: Lagerbier, alc. 4,5 % Vol.
- Naturtrübs SuperAle: Craft Beer, alc. 4,9 % Vol.
- Bock: Bockbier, alc. 7,5 % Vol.
- Dunkler Bock: dunkles Bockbier, alc. 7,5 % Vol.
- Erotik-Bier: alc. 5,5 % Vol.
- Schit dibri nó, alc. 4,9 % Vol.
- Siebensternchenpils: Pils, alc. 5,0 % Vol.
- Festbier: Vollbier, alc. 5,5 % Vol.
- Radler: Radler, alc. 2,6 % Vol.

## Limonadensortiment
Im Jahr 2020 brachte die Lang-Bräu ein neues Cola-Mischgetränk mit dem Namen "Spatzi" auf den Markt. Der Name des neuen Lieblingsgetränkes missfiel dem Hersteller des Konkurrenzproduktes Spezi und musste nach einer Übergangsfrist geändert werden. Kurzfristig wurde das Cola-Mischgetränk der Lang-Bräu als "Bääm! – verbotengut" angeboten. Seit 2021 heißt das "Spezi" der Lang-Bräu "Lauser".

## Sonstiges
Die Brauerei ist Mitglied im Brauring, einer Kooperationsgesellschaft privater Brauereien aus Deutschland, Österreich und der Schweiz.